# Ропчице
Ропчице (пол. Ropczyce) — город в Польше, входит в Подкарпатское воеводство, Ропчицко-Сендзишувский повят. Имеет статус городско-сельской гмины. Занимает площадь 47,03 км². Население — 15 256 человек (на 2004 год).

## История

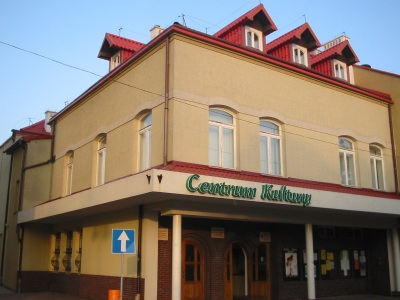
Ропчице

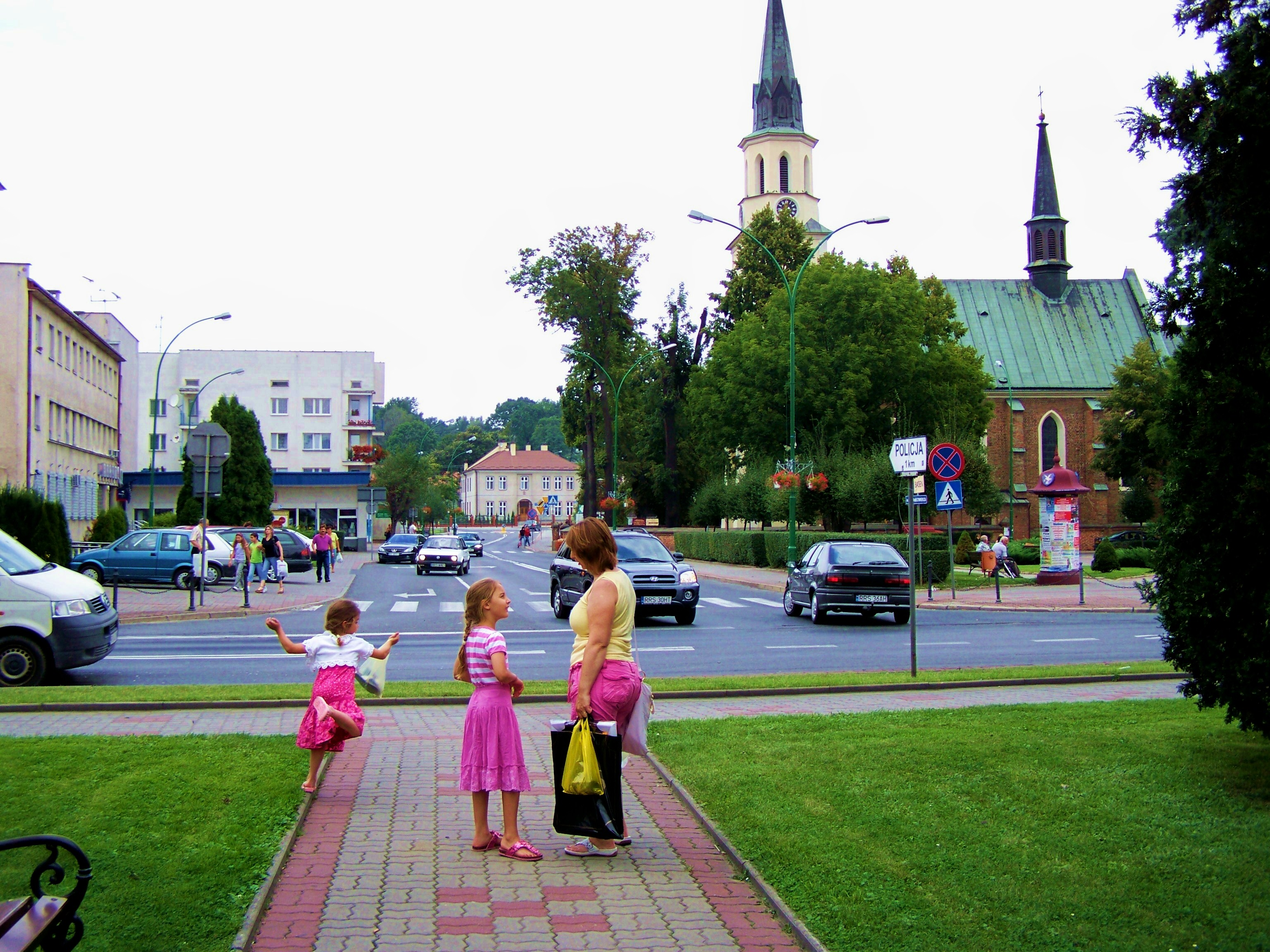

## Известные уроженцы
- Уейский, Станислав  (1891—1980) — польский военный деятель, генерал бригады Войска Польского.